# Eucalyptus torquata
Eucalyptus torquata és una espècie de planta de la família de les Mirtàcies, endèmica del central Wheatbelt d'Austràlia Occidental, és una espècie bastant comuna en les regions meridionals, formant part de les comunitats mallee de les terres roges sorrenques i argiloses del sud d'Austràlia. La seva fusta és molt utilitzada com a llenya l'ús de la qual s'ha vist limitada en l'actualitat. El seu nom comú és "Eucaliptus coral" o "Eucaliptus de Coolgardie", és un endemisme local d'una àrea petita del sud-est d'Austràlia. Pot ser usat com a arbre de jardí per aprofitar-ne l'ombra i per al disseny paisatgístic.

## Distribució
Eucalyptus torquata és un dels eucaliptus més atractius dels que hi ha, ja que presenta inflorescències i fruits molt vistosos. Creix en boscos baixos oberts i boscos a l'est de Coolgardie a Kalgoorlie.

## Descripció

### Port
Aquests arbres sel's coneix amb el nom de mallee que significa eucaliptus australià de creixement baix però espés, que normalment té diverses tiges primes. L'escorça és de color gris fosc a gris-negre, escamosa ja que es pot anar desprenent en tires fines. Mesura fins a 10 metres d'alçada. Forma un lignotúber, un creixement llenyós arrodonit en o per sota del nivell del sòl en alguns arbustos i arbres que creixen en àrees subjectes a incendis o la sequera, que conté una massa dels brots i les reserves de nutrients. Els branquillons presenten glàndules oleíferes a la medul·la. La medul·la és la part més interna del cilindre central de les tiges i de les arrels.

### Fulles
És un arbre de fulla perenne, aquestes són de forma lanceolada, de mides 9-12 x 1-2 cm i són d'un color verd gris opac.

### Flors i Fruits
Les inflorescències es presenten en raïms d'unes 7 flors totes amb peduncles i pedicels de color vermell, inflats i nervats; amb els caps fortament punxeguts. Els estams són rosats, a vegades tenyits de vermell o crema.
Els fruits són de forma cilíndrica amb la base nervada, de mides 12-15 x 8-10 mm amb el disc descendent, i les valves profundament inserides en el tub. Floreix mentre encara és juvenil i s'usa bastant com a arbre decoratiu en carrers i jardins d'Austràlia.

## Taxonomia
Eucalyptus torquata va ser descrita per Luehmann, Johann George W. i publicada a Victorian Naturalist; Journal and Magazine of the Field naturalist's Club of Victoria 13: 147. 1897. (Victorian Naturalist).

### Etimologia
- Eucalyptus: prové del grec kaliptos, "cobert", i el prefix eu-, "bé", en referència a l'estructura llenyosa que cobreix i dona protecció a les seves flors.[5]
- torquata: epítet específic llatí que fa significa adornat amb un collar, trenat, referint-se al hipant i/o fruit.